# Crowell (Texas)
Crowell es una ciudad ubicada en el condado de Foard en el estado estadounidense de Texas. En el Censo de 2010 tenía una población de 948 habitantes y una densidad poblacional de 193,87 personas por km².

## Geografía
Crowell se encuentra ubicada en las coordenadas 33°59′1″N 99°43′28″O / 33.98361, -99.72444. Según la Oficina del Censo de los Estados Unidos, Crowell tiene una superficie total de 4.89 km², de la cual 4.88 km² corresponden a tierra firme y (0.11%) 0.01 km² es agua.

## Demografía
Según el censo de 2010, había 948 personas residiendo en Crowell. La densidad de población era de 193,87 hab./km². De los 948 habitantes, Crowell estaba compuesto por el 89.87% blancos, el 4.54% eran afroamericanos, el 0.21% eran amerindios, el 0.42% eran asiáticos, el 0% eran isleños del Pacífico, el 4.01% eran de otras razas y el 0.95% pertenecían a dos o más razas. Del total de la población el 14.35% eran hispanos o latinos de cualquier raza.